# Regering-Martens IV
De regering-Martens IV (22 oktober 1980 - 6 april 1981) was een Belgische regering. Het was een coalitie tussen de CVP/PSC (57 en 25 zetels) en de PS/SP (32 en 26 zetels).
De regering volgde op de regering-Martens III, maar viel zelf al na 5 en een halve maand door een conflict over de te nemen crisismaatregelen. Ze werd opgevolgd door de regering-M. Eyskens.

## Samenstelling
De regering telde 25 ministers (inclusief de premier) en 7 staatssecretarissen. De CVP had 8 ministers (inclusief de premier) en 3 staatssecretarissen, PS 7 ministers en 1 staatssecretaris, PSC 5 ministers en 2 staatssecretarissen en de SP 5 ministers en 1 staatssecretaris.
| Ambtsbekleder       | Ambtsbekleder                   | Ambtsbekleder                         | Functie en bevoegdheden                                                                | Termijn                            | Partij                 |
| Kernkabinet         | Kernkabinet                     | Kernkabinet                           | Kernkabinet                                                                            | Kernkabinet                        | Kernkabinet            |
| ------------------- | ------------------------------- | ------------------------------------- | -------------------------------------------------------------------------------------- | ---------------------------------- | ---------------------- |
|                     |                                 | Wilfried Martens (1936-2013)          | Premier                                                                                | 22 oktober 1980 - 6 april 1981     | CVP                    |
|                     |                                 | Guy Spitaels (1931-2012)              | Vicepremier Verkeerswezen                                                              | 22 oktober 1980 - 26 februari 1981 | PS                     |
|                     |                                 | Willy Claes (1938)                    | Vicepremier Economische Zaken                                                          | 22 oktober 1980 - 6 april 1981     | SP                     |
|                     |                                 | José Desmarets (1925-2019)            | Vicepremier Middenstand, het Plan en Adjunct voor de Franse Gemeenschap                | 22 oktober 1980 - 6 april 1981     | PSC                    |
|                     |                                 | Guy Mathot (1941-2005)                | Vicepremier Begroting                                                                  | 26 februari 1981 - 6 april 1981    | PS                     |
| Ministers           |                                 |                                       |                                                                                        |                                    |                        |
|                     |                                 | Jos Chabert (1933-2014)               | Openbare Werken en Institutionele Hervormingen                                         | 22 oktober 1980 - 6 april 1981     | CVP                    |
|                     |                                 | Charles-Ferdinand Nothomb (1936-2023) | Buitenlandse Zaken                                                                     | 22 oktober 1980 - 6 april 1981     | PSC                    |
|                     |                                 | Willy Calewaert (1916-1993)           | Nationale Opvoeding                                                                    | 22 oktober 1980 - 6 april 1981     | SP                     |
|                     |                                 | Albert Lavens (1920-1993)             | Landbouw                                                                               | 22 oktober 1980 - 6 april 1981     | CVP                    |
|                     |                                 | Luc Dhoore (1928-2021)                | Sociale Voorzorg en Volksgezondheid                                                    | 22 oktober 1980 - 6 april 1981     | CVP                    |
|                     |                                 | Gaston Geens (1931-2002)              | Vlaamse Gemeenschap en Adjunct voor Nationale Opvoeding                                | 22 oktober 1980 - 6 april 1981     | CVP                    |
|                     |                                 | Jean-Maurice Dehousse (1936-2023)     | Waalse Gewest                                                                          | 22 oktober 1980 - 6 april 1981     | PS                     |
|                     |                                 | Guy Mathot (1941-2005)                | Binnenlandse Zaken en Begroting                                                        | 22 oktober 1980 - 26 februari 1981 | PS                     |
|                     |                                 | Robert Urbain (1930-2018)             | Buitenlandse Handel                                                                    | 22 oktober 1980 - 6 april 1981     | PS                     |
|                     |                                 | Mark Eyskens (1933)                   | Financiën                                                                              | 22 oktober 1980 - 6 april 1981     | CVP                    |
|                     |                                 | Roger De Wulf (1929-2016)             | Tewerkstelling en Arbeid                                                               | 22 oktober 1980 - 6 april 1981     | SP                     |
|                     |                                 | Marc Galle (1930-2007)                | Vlaamse Gemeenschap                                                                    | 22 oktober 1980 - 6 april 1981     | SP                     |
|                     |                                 | Michel Hansenne (1940)                | Franse Gemeenschap                                                                     | 22 oktober 1980 - 6 april 1981     | PSC                    |
|                     |                                 | Philippe Moureaux (1939-2018)         | Justitie en Institutionele Hervormingen                                                | 22 oktober 1980 - 6 april 1981     | extraparlementair (PS) |
|                     |                                 | Daniël Coens (1938-1992)              | Ontwikkelingssamenwerking                                                              | 22 oktober 1980 - 6 april 1981     | CVP                    |
|                     |                                 | Philippe Maystadt (1948-2017)         | Openbaar Ambt en Wetenschapsbeleid, belast met de Coördinatie van het Leefmilieubeleid | 22 oktober 1980 - 6 april 1981     | PSC                    |
|                     |                                 | André Degroeve (1931-2014)            | Brusselse Gewest                                                                       | 22 oktober 1980 - 6 april 1981     | PS                     |
|                     |                                 | Pierre Mainil (1925-2013)             | Pensioenen                                                                             | 22 oktober 1980 - 6 april 1981     | PSC                    |
|                     |                                 | Freddy Willockx (1947-2024)           | Posterijen, Telegrafie en Telefonie                                                    | 22 oktober 1980 - 6 april 1981     | SP                     |
|                     |                                 | Frank Swaelen (1930-2007)             | Landsverdediging                                                                       | 22 oktober 1980 - 6 april 1981     | CVP                    |
|                     |                                 | Philippe Busquin (1941)               | Nationale Opvoeding                                                                    | 22 oktober 1980 - 6 april 1981     | PS                     |
| Binnenlandse Zaken  | 26 februari 1981 - 6 april 1981 | Philippe Busquin (1941)               |                                                                                        |                                    | PS                     |
|                     |                                 | Valmy Féaux (1933)                    | Verkeerswezen                                                                          | 26 februari 1981 - 6 april 1981    | PS                     |
| Staatssecretarissen |                                 |                                       |                                                                                        |                                    |                        |
|                     |                                 | Rika De Backer (1923-2002)            | Vlaamse Gemeenschap, toegevoegd aan de minister van de Vlaamse Gemeenschap             | 22 oktober 1980 - 6 april 1981     | CVP                    |
|                     |                                 | Cécile Goor-Eyben (1923-2024)         | Brusselse Gewest, toegevoegd aan de minister van het Brusselse Gewest                  | 22 oktober 1980 - 6 april 1981     | PSC                    |
|                     |                                 | Elie Deworme (1932)                   | Waalse Gewest, toegevoegd aan de minister van het Waalse Gewest                        | 22 oktober 1980 - 26 februari 1981 | PS                     |
|                     |                                 | Guy Coëme (1946)                      | Waalse Gewest, toegevoegd aan de minister van het Waalse Gewest                        | 26 februari 1981 - 6 april 1981    | extraparlementair (PS) |
|                     |                                 | Paul Akkermans (1923-2007)            | Vlaamse Gemeenschap, toegevoegd aan de minister van de Vlaamse Gemeenschap             | 22 oktober 1980 - 6 april 1981     | CVP                    |
|                     |                                 | Rika Steyaert (1925-1995)             | Vlaamse Gemeenschap, toegevoegd aan de minister van de Vlaamse Gemeenschap             | 22 oktober 1980 - 6 april 1981     | CVP                    |
|                     |                                 | Lydia De Pauw (1929)                  | Brusselse Gewest, toegevoegd aan de minister van het Brusselse Gewest                  | 22 oktober 1980 - 6 april 1981     | SP                     |
|                     |                                 | Melchior Wathelet (1949)              | Waalse Gewest, toegevoegd aan de minister van het Waalse Gewest                        | 22 oktober 1980 - 6 april 1981     | PSC                    |

### Herschikkingen
- Op 26 februari 1981: 
  - nam Guy Spitaels ontslag om voorzitter van de PS te worden. Hij werd als vicepremier opgevolgd door Guy Mathot, die zich op Binnenlandse Zaken liet vervangen door Philippe Busquin. Valmy Féaux (PS) verving Spitaels als minister van Verkeerswezen.
  - werd staatssecretaris voor het Waals Gewest Elie Deworme (PS) vervangen door Guy Coëme (PS).